# Dobreatîn, Mlîniv
Dobreatîn (în ucraineană Добрятин) este localitatea de reședință a comunei Dobreatîn din raionul Mlîniv, regiunea Rivne, Ucraina.

## Demografie
Componența lingvistică a localității Dobreatîn
     Ucraineană (99,03%)
     Alte limbi (0,97%)
Conform recensământului din 2001, majoritatea populației localității Dobreatîn era vorbitoare de ucraineană (99,03%), existând în minoritate și vorbitori de alte limbi.